# Deracantha transversa
Deracantha transversa är en insektsart som beskrevs av Boris Petrovich Uvarov 1930. Deracantha transversa ingår i släktet Deracantha och familjen vårtbitare. Inga underarter finns listade i Catalogue of Life.